# Синее знамя с каймой
Синее знамя с каймой (鑲藍旗) — одно из восьми знамён маньчжурских военных и общества во времена династий Поздняя Цзинь и Цин в Китае. Это было одно из пяти нижних знамён. Согласно общей летописи Восьми знамён, Синее знамя с каймой было одним из знамён, расположенных на южном правом крыле (Синие знамёна расположены на юге, Простое синее знамя — на южном левом крыле).

## История
Этим знаменем командовал принцы Чжэн из рода Цзиргалана, сына Шурхаци и племянника Нурхаци. Синее знамя с каймой было самым отдалённым знаменем из Восьми Знамён; как и все остальные знамёна, им руководили члены клана Айсин Гёро. Из-за своего генеалогического статуса это знамя обычно рассматривалось как последнее знамя Восьми Знамён, хотя не было никаких конкретных законов, официально подтверждающих этот статус.
Некоторые члены чжурчжэней Хайси были включены в это знамя после поражения чжурчжэней Хайси чжурчжэнями Цзяньчжоу.

## Известные члены
- Вдовствующая императрица Цыси
- Императрица Нара, вторая жена императора Цяньлуна
- Айсиньгьоро Сушунь
- Шан Кэси
- Айсиньгьоро Дуаньхуа
- Гу Тайцин
- Шархуда
- Сяньчжэ, первая жена императора Тунчжи

## Известные кланы
- Ирген Гёро
- Сирин Гёро
- Шушу Гёро
- Хешери
- Нара
- Гогия
- Шан
- Джорка